# 东大海
东大海是一个位于中国黑龙江省大庆市的湖泊，面积约为13.24平方千米，属于东北平原。它的一级流域为黑龙江流域，二级流域則为松花江水系。